# Filière intégrée
 (août 2020).
Si vous disposez d'ouvrages ou d'articles de référence ou si vous connaissez des sites web de qualité traitant du thème abordé ici, merci de compléter l'article en donnant les références utiles à sa vérifiabilité et en les liant à la section « Notes et références ».
Dans certains secteurs de l'économie, on parle de filière intégrée lorsque les agents économiques des diverses phases du cycle de vie des produits sont directement coordonnés entre eux par des « contrats de filière », sous l'égide, par exemple, d'une centrale coopérative ou d'une interprofession.

## Principes de fonctionnement et objectifs

### Modèle d'organisation
Une filière intégrée ressort en même temps des principes économiques d'⁣⁣intégration verticale⁣⁣ (contrôle de l'ensemble des stades de production, transformation, et distribution), d'intégration horizontale (économies d'échelles en regroupant certaines activités) et du mode d'organisation relevant de l'entreprise en réseau. 

### Avantages
La filière intégrée présente comme intérêt principal de sécuriser une filière de la mine jusqu'au produit semi-fini, par exemple, en assurant mieux tant l'approvisionnement que l'accès au consommateur final, comme le montre l'exemple des terres rares. En outre :
- Elle permet de mieux contrôler la chaîne de valeur, face aux entreprises et filières concurrentes ;
- Elle fait profiter chaque participant de la valeur obtenue, en allant éventuellement jusqu'à la péréquation de coûts et profits pour qu'aucun maillon ne soit mis en difficulté ;
- Elle permet de respecter plus facilement des contraintes légales et sociétales par rapport à des produits et services finaux ;
- Elle procure des économies d'échelle par rapport à un produit final donné, lorsqu'elle prend en compte des principes d'intégration horizontale.

### Inconvénients
- Cette formule peut limiter les positions de force traditionnelles des agents économiques, et les priver de certaines formes d'indépendance puisqu'elle suppose un pilotage par une « tête de filière ».
- Dans des cas extrêmes, celle-ci peut profiter de sa position dominante pour s'approprier le résultat des efforts des autres - ou de certains autres - maillons[2].

## Étapes d'une filière intégrée
Les étapes d'une filière sont : 
- L'extraction, la production ou l'utilisation de ressources naturelles (agriculture / élevage, carrières, mines, pêche),
- Le transport,
- La transformation,
- La fourniture d'outils, d'équipements,
- La logistique et la distribution,
- La vente (en gros / au détail).

Ces étapes correspondent aux relations client/fournisseur.

## Conception
On doit d'abord réunir les agents économiques qui ont un intérêt commun dans une filière. C'est par la concertation entre les parties prenantes que l'on parvient à l'objectif de bien commun.
Il faut se conformer aux référentiels économétriques permettant d'estimer, d'une façon macroéconomique, les économies d'échelle qu'il est possible de réaliser par la mise en œuvre d'une filière intégrée, par comparaison avec les filières existantes.
- Des éléments existent avec les normes établies au niveau de l'Union européenne sur l'harmonisation des comptabilités nationales des États composant l'Union (unités et secteurs institutionnels).
- Les analyses économiques et économétriques doivent se conformer aux référentiels de nomenclature proposés par les statisticiens de l'économie.

Il faut également disposer de référentiels sur l'interopérabilité des systèmes et la sécurité. Des référentiels sont en cours de préparation dans des domaines connexes.
Il faut établir un mode de fonctionnement permettant de réguler ces programmes complexes : le contrat de filière.
Il faut estimer les risques du programme, et adopter un mode de communication adéquat.
Il faut de plus réunir les éléments nécessaires à la résolution du problème : dossiers, documents, normes de traçabilité, standards de données (voir liste de normes ISO par domaines, sécurité des données).
Par ailleurs, on peut s'appuyer sur un diagramme d'Ishikawa, au moment de la définition de la stratégie.

## Exemples
Il existe de nombreux cas de filières plus ou moins intégrées en agriculture et dans l'agroalimentaire telles que : 
- Filière betterave à sucre ;
- Filière céréalière ;
- Filière fruits et légumes frais et transformés ;
- Filière horticole ;
- Filière oléagineux ;
- Filière pomme de terre ;
- Filière lait ;
- Filière semence ;
- Filières viandes (bovine, ovine, porcine,...) ;
- Filière vitivinicole...
- Filière forestière,
- Bois énergie

Autres exemples :
- Filières des énergies renouvelables,
- Commerce équitable.

La filière nucléaire est intégrée depuis l'extraction du minerai jusqu'au retraitement du combustible. Cependant, le cycle du combustible nucléaire n'est pas encore « fermé ».
Cette étape arrivera avec les réacteurs nucléaires dits de génération IV, en particulier les projets du type "Integral Fast Reactor" (réacteur en cours de développement aux États-Unis).